# Dendropsophus gryllatus
Espèce
Synonymes
- Hyla gryllata Duellman, 1973

Statut de conservation UICN

 EN B1ab(iii) : En danger
Dendropsophus gryllatus est une espèce d'amphibiens de la famille des Hylidae.

## Répartition
Cette espèce est endémique d'Équateur. Elle se rencontre entre 200 et 500 m d'altitude dans les plaines pacifiques des provinces de Los Ríos, de Manabí et de Pichincha,.

## Publication originale
- Duellman, 1973 : Descriptions of New Hylid Frogs from Colombia and Ecuador. Herpetologica, vol. 29, no 3, p. 219-227.